# Михаил Мизинцев
Михаил Јевгењевич Мизинцев (рус. Михаил Евгеньевич Мизинцев; Аверинскаја, 10. септембар 1962) јесте генерал-пуковник Копнене војске Руске Федерације и актуелни начелник Националног центра за управљање одбраном.

## Каријера
Мизинцев је започео своју војну каријеру 1980. године, под Совјетским Савезом, а наставио је да служи у Копненој војсци РФ након распада СССР. Он је наводно командовао бомбардовањима током руске војне интервенције у сиријском грађанском рату, укључујући и у бици за Алеп.
Током инвазије Русије на Украјину 2022. године, Мизинцев је предводио трупе током опсаде Маријупоља, наводно преузимајући личну улогу у руковођењу опсадом.
Од 31. марта 2022. године се налази под британским санкцијама.